# Športska dvorana Laktaši
Športska dvorana Laktaši je višenamjenska športska dvorana u Laktašima, u Bosni i Hercegovini.
Kapaciteta je 3050 gledatelja.
Otvorena je 6. listopada 2010.